# Haruki Kurosawa
Haruki Kurosawa (jap. 黒澤治樹 Kurosawa Haruki; ur. 26 września 1977 w Shizuoka) – japoński kierowca wyścigowy.

## Kariera
Kurosawa rozpoczął karierę w międzynarodowych wyścigach samochodowych w 1996 roku od startów w Japońskiej Formule 3. Z dorobkiem jednego punktu został sklasyfikowany na trzynastej pozycji w klasyfikacji generalnej. W późniejszych latach Japończyk pojawiał się także w stawce Brytyjskiej Formuły 3, Formuły 3 Korea Super Prix, Grand Prix Makau, All Japan GT Championship, Super GT, Formuły Nippon, Le Mans Endurance Series, 24-godzinnego wyścigu Le Mans, Le Mans Series, American Le Mans Series oraz FIA World Endurance Championship.